# 4659 Roddenberry
A 4659 Roddenberry (ideiglenes jelöléssel 1981 EP20) a Naprendszer kisbolygóövében található aszteroida. Schelte J. Bus fedezte fel 1981. március 2-án. Nevét a Star Treket megalkotó Gene Roddenberryről kapta.